# Raman Mahadevan
Mahadevan Raman es un cantante de playback indio, conocido por sus canciones cantadas para el Bollywood. Lanzó un álbum Indipop titulado "Ramanasia" en el 2007.

## Biografía
Mahadevan Raman nació en Mumbai. Después de completar sus estudios en la Escuela Secundaria de "New Bombay" y la "Universidad ICL" en  Vashi, trabajó en dos empresas industriales como TI y ITES, antes de dedicarse a la música a tiempo completo. Se formó en música carnática del gurú Prasanna Warrier y más adelante de Girija Shesu. También aprendió a tocar la tabla con el gurú Palash Bordoloi. Se dedicó a producir jingles publicitarios para distintas empresas como Frito-Lay, Pepsi y Mirinda. Se hizo conocer con su primer tema musical titulado "Aap Ki Kachehri" y trabajó con grupos musicales como Dandiya. Ha interpretado sus temas musicales para películas cantados en hindi como Heyy Babyy, Johnny Gaddaar y Taare Zameen Par. También ha lanzado su propio álbum titulado "Ramanasia" en el 2007, lanzando su primer corte musical de este álbum titulado "Tere Liye", que fue escrita y compuesta por Saikat-Shankar, publicado en junio del 2009. 

## Filmografía
| Año  | Película                                              | Idioma             | canción                                                                                            | Composición         |
| ---- | ----------------------------------------------------- | ------------------ | -------------------------------------------------------------------------------------------------- | ------------------- |
| 2007 | Heyy Babyy                                            | Hindi              | "Heyy Babyy"                                                                                       | Shankar–Ehsaan–Loy  |
| 2007 | Johnny Gaddaar                                        | Tamil/Telegu       | "Johnny Gaddar"                                                                                    | Shankar–Ehsaan–Loy  |
| 2007 | Taare Zameen Par Vaal Natchathiram Nela Meeda Tharalu | Hindi Tamil Telugu | "Kholo Kholo" "Thatti Thatti" "Vellu Vellu Veluvala"                                               | Shankar–Ehsaan–Loy  |
| 2008 | Rock On!!                                             | Hindi              | "Sinbad The Sailor"                                                                                | Shankar–Ehsaan–Loy  |
| 2009 | Khela                                                 | Hindi              | "Laut Aaye"                                                                                        | 21 Grams            |
| 2009 | Konchem Ishtam Konchem Kashtam                        | Telugu             | "Egire Egire"                                                                                      | Shankar–Ehsaan–Loy  |
| 2009 | Wake Up Sid                                           | Hindi              | "Iktara"                                                                                           | Amit Trivedi        |
| 2010 | Bale Pandiya                                          | Tamil              | "Aaradha Kobamillai -nominated for the Best Debut Singer Award at the Vijay TV Music Awards 2011 " | Devan Ekambaram     |
| 2010 | Admissions Open                                       | Hindi              | "Aasman Ke Paar"                                                                                   | Amit Trivedi        |
| 2010 | Kalshekar Aahet Ka?                                   | Marathi            | "Gadbad Sari Dhadpad"                                                                              | Chinar-Mahesh       |
| 2010 | Udaan                                                 | Hindi              | "Motu Master"                                                                                      | Amit Trivedi        |
| 2010 | Aisha                                                 | Hindi              | "Behke Behke"                                                                                      | Amit Trivedi        |
| 2010 | Walk Away                                             | English            | "Bonds Fell Apart"                                                                                 | Sagar Desai         |
| 2010 | Walk Away                                             | Hindi              | "Woh Pal"                                                                                          | Sagar Desai         |
| 2011 | No One Killed Jessica                                 | Hindi              | "Dua"                                                                                              | Amit Trivedi        |
| 2011 | Davpech                                               | Marathi            | "Man Aaj Na Maajhe Rahile"                                                                         | Rohan Pradhan       |
| 2011 | Aarakshan                                             | Hindi              | "Mauka/Ik Chanas"                                                                                  | Shankar–Ehsaan–Loy  |
| 2011 | Dhav Manya Dhav                                       | Marathi            | "Dhav Manya Dhav"                                                                                  | Chinar-Mahesh       |
| 2011 | Muppozhudhum Un Karpanaigal                           | Tamil              | "Oh Sunandha"                                                                                      | G. V. Prakash Kumar |
| 2011 | Krishnaveni Panjalai                                  | Tamil              | "Un Kangal"                                                                                        | NR Raghunandan      |
| 2012 | Delhi Safari                                          | Hindi              | "Aao Re Pardesi"                                                                                   | Shankar–Ehsaan–Loy  |
| 2013 | ABCD: Any Body Can Dance                              | Hindi              | "Chandu Ki Girlfriend"                                                                             | Sachin–Jigar        |
| 2013 | I Don't Luv U                                         | Hindi              | "Kuchh Hone Ko Hain"                                                                               | Aman-Benson         |
| 2013 | Premsutra                                             | Marathi            | "Mutthi Madhe"                                                                                     | Susmit Limaye       |
| 2013 | Premsutra                                             | Marathi            | "Halke Halke"                                                                                      | Susmit Limaye       |
| 2013 | Premsutra                                             | Marathi            | "Me Bhirbhirta Vara"                                                                               | Susmit Limaye       |
| 2014 | Savaari 2                                             | Kannada            | "Simple Aaggidde"                                                                                  | Manikanth Kadri     |
| 2014 | Happy New Year                                        | Tamil, Telugu      | "Indiawaale"                                                                                       | Vishal–Shekhar      |
| 2014 | Happy New Year                                        | Tamil, Telugu      | "Chammiya Style"                                                                                   | Vishal–Shekhar      |
| 2015 | Kaakan                                                | Marathi            | "Kaakan Reprise"                                                                                   | Ajay Singha Miko    |
| 2015 | Katti Batti                                           | Hindi              | "Jaago Mohan Pyaare"                                                                               | Shankar-Ehsaan-Loy  |
| 2015 | The Perfect Girl                                      | Hindi              | "Khulne Lagi Zindagi"                                                                              | Soumil, Siddharth   |

## Álbumes/Películas
| Año  | Álbum             | Idioma | canción | Composición                                                      |
| ---- | ----------------- | ------ | --- | ---------------------------------------------------------------- |
| 2006 | Pralay,14         | Hindi  | "Saawariya" | Pralay feat. Amit Trivedi                                        |
| 2007 | Ramanasia         | Hindi  | "Teri Talaash Hain, Badra, Gunche, Mat Todo Mujhe, Aasman Se Koi, Tu Jo Ik Pal Dede, Dard Dilaande, O Meri Jaan, Teri Talaash Hain(Reprise)" | Raman Mahadevan                                                  |
| 2009 | UWF Vol.1         | Hindi  | "Tere Liye" (Nominated for Promising New Talent at the GIMA Awards)                                                                          | Saikat-Shankar                                                   |
| 2009 | Utkrosh           | Hindi  | "Pyaar Hi Rab Hain" | Pralay                                                           |
| 2010 | Someone Somewhere | Hindi  | "Main Jisse Mila Hoon" | Nikhil Kamath                                                    |
| 2013 | In Raahon Mein    | Hindi  | "Gunjara Re" | Ajay Singha Miko                                                 |
| 2013 | Bollywood Unwind  | Hindi  | "Tu Hi Re" | Reproduced by Ajay Singha Miko, Originally Composed by AR Rahman |

## AD/Jingles
| Producto               | Composición                                    | Cantante                                                       |
| ---------------------- | ---------------------------------------------- | -------------------------------------------------------------- |
| Pepsi                  | Amar Mangrulkar                                | Raman Mahadevan                                                |
| Mirinda                | Amar Mangrulkar                                | Raman Mahadevan                                                |
| Lays                   | Anand Ranganath                                | Raman Mahadevan                                                |
| Haywards               | Amartya Rahut                                  | Raman Mahadevan                                                |
| Mumbai Indians Theme   | Tapas Relia                                    | Raman Mahadevan, Vijay Prakash, Rishikesh Kamerkar             |
| Mumbai Indians Theme-2 | Tapas Relia, track reproduced by Ehsaan-Loy    | Raman Mahadevan, Kshitij Wagh, Rajiv Sundaresan, Shreekumar Va |
| Mumbai Indians Theme-3 | Tapas Relia, track reproduced by Mikey McLeary | Raman Mahadevan                                                |